# Barnsdorf (Roth)
Barnsdorf (fränkisch: Barnschdoaf) ist ein Gemeindeteil der Kreisstadt Roth im Landkreis Roth (Mittelfranken, Bayern). Barnsdorf liegt in der Gemarkung Belmbrach.

## Geographie
Das Dorf liegt etwa drei Kilometer südöstlich von Roth am östlichen Hang des Rednitztales. Im Westen liegt das „Rothauracher Holz“, im Osten grenzen die Waldgebiete „Muckenwinkel“ und „Brunnfeld“ an. 300 m westlich verläuft die Bahnstrecke Treuchtlingen–Nürnberg. Die Kreisstraße RH 6 führt nach Kiliansdorf zur Staatsstraße 2409 (1,5 km nordöstlich) bzw. nach Bernlohe (2,4 km südwestlich). Eine Gemeindeverbindungsstraße führt an Unterheckenhofen vorbei nach Rittersbach zur Staatsstraße 2224 (3 km westlich).

## Geschichte
Der Ort wurde 1345 als „Pornsdorf“ in dem eichstättischen Salbuch erstmals urkundlich erwähnt. Das Bestimmungswort ist Barn, der Personenname des Siedlungsgründers.
Gegen Ende des 18. Jahrhunderts gab es in Barnsdorf drei Anwesen. Das Hochgericht übte das brandenburg-ansbachische Oberamt Roth aus. Die Dorf- und Gemeindeherrschaft hatte das Kastenamt Roth. Grundherren waren das St. Katharina-Klosteramt der Reichsstadt Nürnberg (2 Ganzhöfe) und der Nürnberger Eigenherr von Pömer (1 Gut mit Mahlmühle). Auch im Jahr 1799 hatte sich an diesen Verhältnissen nichts geändert.
Von 1797 bis 1808 unterstand der Ort dem Justiz- und Kammeramt Roth. Im Rahmen des Gemeindeedikts wurde Barnsdorf dem 1808 gebildeten Steuerdistrikt Belmbrach und der 1811 gegründeten Ruralgemeinde Belmbrach zugeordnet. Am 1. Juli 1971 wurde der Ort im Zuge der Gebietsreform in Bayern nach Roth eingegliedert.

### Baudenkmäler
In Barnsdorf gibt es sieben Baudenkmäler:
- Gruftkapelle
- Barnsdorfer Hauptstraße 9: Arbeiterwohnhaus
- Barnsdorfer Hauptstraße 15: ehemaliges Bauernhaus
- Barnsdorfer Hauptstraße 16: Fabrikantenwohnhaus
- Barnsdorfer Hauptstraße 20: Fabrikantenvilla
- Barnsdorfer Hauptstraße 21: dreigeschossiges Sandsteinwohnhaus
- Barnsdorfer Hauptstraße 23: Villa

### Einwohnerentwicklung
| Jahr      | 001818 | 001840 | 001861 | 001871 | 001885 | 001900 | 001925 | 001950 | 001961 | 001970 | 001987 | 002014 | 002018 |
| Einwohner | 22     | 26     | 26     | 36     | 82     | 189    | 155    | 169    | 120    | 108    | 78     | 55     | 48     |
| Häuser    | 3      | 3      |        |        | 5      | 14     | 16     | 14     | 16     |        | 16     |        |        |
| Quelle    | [ 14 ] | [ 15 ] | [ 16 ] | [ 17 ] | [ 18 ] | [ 19 ] | [ 20 ] | [ 21 ] | [ 22 ] | [ 23 ] | [ 24 ] |        | [ 1 ]  |

## Religion
Barnsdorf ist seit der Reformation evangelisch-lutherisch geprägt und bis heute nach Zu unserer lieben Frau (Roth) gepfarrt. Die Katholiken sind nach Maria Aufnahme in den Himmel (Roth) gepfarrt.

## Wirtschaft
Die Wirtschaft des Ortes ist maßgeblich durch das Unternehmen Carl Schlenk geprägt, einen metallverarbeitenden Betrieb, der den größten Teil der Ortsfläche einnimmt. Dieser erwarb im Jahr 1875 die Mühle und baute sie zur Bronzefabrik um.